# ウィーンの辻馬車の歌
『ウィーンの辻馬車の歌』（ウィーンのつじばしゃのうた、ドイツ語: Wiener Fiakerlied）は、グスタフ・ピックが1885年に作曲したウィンナ・リート（ウィーン小唄）。単に『辻馬車の唄』（Fiakerlied）とも呼ばれる。

## 解説
『ウィーンの御者の唄』とも。御者（ぎょしゃ）とは、馬車の前部に乗って馬を操り、馬車を走らせる人のことである。1885年に作曲され、当時の人気コメディアンが歌い、爆発的な人気を博した。
楽譜表紙には、ウィーン万国博覧会の開催時に作られたプラーター公園の大パビリオンが描かれている。